# Cressençac
Cressençac (en francès Cressensac) és un antic municipi francès, situat al departament de l'Òlt i a la regió d'Occitània.
El 2019 es va fusionar amb el municipi veí de Sarrasac per a formar el nou municipi de Cressençac e Sarrasac.

## Demografia
| 1962                                       | 1968 | 1975 | 1982 | 1990 | 1999 | 2006 |
| ------------------------------------------ | ---- | ---- | ---- | ---- | ---- | ---- |
| 567                                        | 596  | 620  | 639  | 570  | 570  | 647  |
| Des de 1962: població sense dobles comptes |      |      |      |      |      |      |

## Administració
| Període   | Identitat           | Partit |
| --------- | ------------------- | ------ |
| 1989-1995 | Roger Teyssandier   |        |
| 1995-2001 | Jean-Pierre Sourzat |        |
| 2001-2008 | Daniel Perez        |        |
| 2008-     | Guy Louradour       |        |